# Vållholmen
Vållholmen este o arie protejată (arie de protecție specială avifaunistică — SPA) din Suedia întinsă pe o suprafață de 28,2 ha, integral pe uscat.

## Localizare
Centrul sitului Vållholmen este situat la coordonatele 56°02′04″N 14°32′17″E / 56.0344°N 14.5381°E.

## Înființare
Situl Vållholmen a fost declarat arie de protecție specială avifaunistică în decembrie 1996 pentru a proteja 16 specii de animale.

## Biodiversitate
Situată în ecoregiunile continentală și marină baltică, aria protejată nu include niciun habitat protejat.
La baza desemnării sitului se află mai multe specii protejate de  păsări (16): gâscă cenușie (Anser anser), gâscă de semănătură (Anser fabalis), pietruș (Arenaria interpres), rața moțată (Aythya fuligula), Branta leucopsis, prundaș gulerat mare (Charadrius hiaticula), lebădă de iarnă (Cygnus cygnus), ferestraș mic (Mergus albellus), ciocântors (Recurvirostra avosetta), eider (Somateria mollissima), chiră mică (Sterna albifrons), Sterna paradisaea, chiră de mare (Sterna sandvicensis), călifar alb (Tadorna tadorna), fluierarul cu picioare roșii (Tringa totanus), nagâț (Vanellus vanellus).